# سرود ملی سوئیس
زبور سوئیس (آلمانی: Schweizerpsalm) نام سرود ملی سوئیس است.
برگردان متن سرود به فارسی: